# Guerra Civil de Sierra Leone
La Guerra Civil de Sierra Leona (1991-2002) va ser una guerra civil a Sierra Leone que va començar el 23 de març de 1991 quan el Front Unit Revolucionari (RUF), amb el suport de les forces especials del Front Nacional Patriòtic de Libèria (NPFL) de Charles Taylor, va intervenir a Sierra Leone per intentar enderrocar el govern de Joseph Momoh. La guerra civil resultant va durar 11 anys, va afectar tot el país i va deixar més de 50.000 morts.
Durant el primer any de la guerra, el RUF va prendre el control de grans parts del territori de l'est i del sud de Sierra Leone, que eren rics en diamants al·luvials. La resposta ineficaç del govern davant la RUF i la interrupció de la producció governamental de diamants van precipitar un cop d'estat militar l'abril de 1992 pel Consell Nacional de Reglament Provisional (NPRC). A finals de 1993, l'Exèrcit de Sierra Leona (SLA) havia aconseguit portar els rebels del RUF a la frontera amb Libèria, però el RUF es va recuperar i els combats van continuar. Al març de 1995, es va contractar Executive Outcomes (EO), una empresa militar privada amb seu a Sud-àfrica per repel·lir la RUF. Sierra Leone va instal·lar un govern civil electe el març de 1996, i el RUF en retirada va signar l'Acord de pau d'Abidjan. Sota la pressió de l'ONU, el govern va rescindir el seu contracte amb EO abans que es pogués implementar l'acord i es van tornar a renovar les hostilitats.
Al maig de 1997, un grup d'oficials SLA descontents van fer un cop d'estat i van establir el Consell Revolucionari de les Forces Armades (AFRC) com a nou govern de Sierra Leona. El RUF es va unir amb l'AFRC per capturar Freetown amb poca resistència. El nou govern, dirigit per Johnny Paul Koroma, va declarar la guerra. Una onada de saquejos, violacions i assassinats van acompanyar l'anunci. A causa de la consternació internacional pel derrocament del govern civil, les forces de l'ECOMOG van intervenir i van prendre Freetown en nom del govern, però van trobar més resistències per pacificar les regions perifèriques.
El gener de 1999, els líders mundials van intervenir diplomàticament per promoure negociacions entre el RUF i el govern. En va resultar l'Acord de pau de Lome, signat el 27 de març de 1999. Lome va donar a Foday Sankoh, el comandant del RUF, la vicepresidència i el control de les mines de diamants de Sierra Leona a canvi d'un cessament dels combats i el desplegament d'una força de manteniment de la pau de l'ONU per supervisar el procés de desarmament. El compliment del RUF amb el procés de desarmament va ser inconsistent i lent i, al maig del 2000, els rebels van avançar de nou a Freetown.
Quan la missió de l'ONU va començar a fracassar, el Regne Unit va declarar la seva intenció d'intervenir en l'antiga colònia i membre del Commonwealth per intentar donar suport al dèbil govern del president Ahmad Tejan Kabbah. Amb l'ajut d'un renovat mandat de l'ONU i el suport aeri de Guinea, l'operació britànica Palliser va derrotar finalment el RUF, prenent el control de Freetown. El 18 de gener de 2002, el president Kabbah va declarar acabada la guerra civil de Sierra Leone.